# Undantagslagen (Finland)
Undantagslagen kallas i Finland den lag genom vilken Urho Kekkonen 1973 av Finlands riksdag återvaldes till republikens president.
Kekkonen hade efter presidentvalet 1968 deklarerat att ämbetsperioden skulle bli hans sista. Orsaken till missnöjet var att han – enligt vad han själv uppgav – uppfattade resultatet i elektorsvalet som en protest riktad mot honom själv, trots att han i själva presidentvalet segrat med bredare marginal än någon annan under normala förhållanden. När drygt hälften av mandatperioden hade avverkats modifierade Kekkonen den 18 april 1972 sitt yttrande och deklarerade att han var beredd att fortsätta, men att han inte skulle utsätta sig för vedermödorna av ytterligare ett elektorsval. I bakgrunden fanns den av KGB maskinerade sovjetiska kampanjen som hade syftat till att störta den existerande samhällsordningen i Finland över ända och som Kekkonen avvärjt bland annat genom att i december 1970 ingripa i arbetsmarknadsförhandlingarna genom det så kallade UKK-avtalet, som möjliggjorde att en hotande generalstrejk kunde undvikas.
Enligt vissa tolkningar hade Kekkonen insett att den vid denna tidpunkt påtänkte efterträdarkandidaten Ahti Karjalainen var för svag för att motstå det sovjetiska trycket, vilket innebar att han själv såg sig tvungen att fortsätta som president. Kekkonen sade sig överlåta åt andra att tänka ut hur återvalet skulle gå till. Eftersom han uppfattades som den mer eller mindre ende garanten för fortsatt goda relationer med Sovjetunionen och i synnerhet för att det vid denna tid aktuella EEC-avtalet skulle kunna ros i hamn, uppstod en bred politisk enighet om att han borde återväljas genom en undantagslag, stiftad i grundlagsordning. Lagen förordades följaktligen av det politiska etablissemanget och motarbetades endast av ett antal politiker inom Samlingspartiet, Liberala folkpartiet, Svenska folkpartiet och Finlands landsbygdsparti (bland andra Tuure Junnila, Georg C. Ehrnrooth och Veikko Vennamo), men dessa förmådde inte förhindra att lagen den 17 januari 1973 antogs av riksdagen i grundlagsordning med rösterna 170–28. Lagen förlängde den sittande presidentens mandat med fyra år, fram till ingången av februari 1978. 
En skara framstående medborgare (34 personer) med professorerna Göran von Bonsdorff, L.A. Puntila och Veli Merikoski i spetsen hade den 13 december 1972 riktat en offentlig vädjan till presidenten om att denne inte skulle frånta medborgarna deras grundlagsenliga rätt att välja president. Denna principiella invändning, som inte innefattade någon protest mot Kekkonen som politiker, delades av allt att döma av en bred folkopinion. Kekkonen besvarade detta följande dag med ett av sina berömda kvarnbrev, vilket var termen för de privata skrivelser han brukade sända till mottagare som skulle tillrättavisas; i vissa fall gavs dessa till offentligheten. I det genom Finska Notisbyrån (FNB) offentliggjorda brevet till von Bonsdorff hänvisade Kekkonen till de komplikationer som den så kallade Zavidovoaffären hade frambringat och som enligt honom gjorde honom fri från åtagandet att ställa sig till förfogande för en förlängd mandatperiod. Denna avsägelse var dock ingalunda definitiv. Sedan partiledarna försäkrat Kekkonen om att den erforderliga 5/6-majoriteten skulle kunna åstadkommas i riksdagen, gav han sitt samtycke till att sitta kvar. Som motiv för detta angav han att det vid ett besök i Moskva strax före jul 1972 hade framgått att han trots Zavidovoläckan fortfarande åtnjöt sovjetledningens förtroende. Det av Kekkonen efterlängtade sovjetiska klartecknet för EEC-avtalet gavs dock först hösten 1973, strax innan avtalet undertecknades den 5 oktober, och då endast i förtäckta ordalag.